# 미국 소비자 제품 안전 위원회

미국 소비자 제품 안전 위원회(U.S. Consumer Product Safety Commission, USCPSC, CPSC 또는 위원회)는 미국정부의 독립기관이다. CPSC는 부상의 "불합리한 위험"을 해결함으로써(리콜 조정, 소비자 불만 사항 또는 업계 보고서의 대상인 제품 평가 등을 통해) 소비자 제품의 안전을 증진하고 통일된 안전 표준 개발(일부는 필수, 일부는 자발적 표준 프로세스를 통해) 제품 관련 질병 및 부상에 대한 연구 수행하려고 노력한다. 부분적으로 규모가 작기 때문에 CPSC는 기업 및 소비자 옹호자를 포함한 외부 당사자와 협력하여 자원과 전문 지식을 활용하여 소비자 안전을 향상시키는 결과를 달성하려고 시도한다. 이 기관은 소비자 제품 안전법을 통해 1972년에 설립되었다. 기관은 의회와 대통령에게 보고한다. 이는 연방 정부의 다른 부서나 기관의 일부가 아니다. CPSC에는 대통령이 지명하고 상원의 인준을 받은 7년 임기로 구성된 5명의 위원이 있다. 역사적으로 위원회는 3명 이하의 위원이 운영하는 경우가 많았다. 그러나 2009년부터 이 기관은 일반적으로 5명의 위원이 주도하고 있으며, 그 중 한 명이 위원장을 맡고 있다. 위원들은 CPSC에 대한 정책을 설정했다. CPSC는 메릴랜드주 베세즈다 (메릴랜드주)에 본부를 두고 있다.

## 같이 보기
- 어린이 보호 포장